# Psaenythia hypsophila
Psaenythia hypsophila är en biart som beskrevs av Jesus Santiago Moure 1944. Psaenythia hypsophila ingår i släktet Psaenythia och familjen grävbin. Inga underarter finns listade i Catalogue of Life.